# Linia kolejowa nr 334
Linia kolejowa nr 334 Kamieniec Ząbkowicki – Złoty Stok – zlikwidowana niezelektryfikowana jednotorowa linia kolejowa o długości 11,775 km.
W lipcu 1997 roku zawieszono ruch pasażerski na linii ze względu na zerwanie się mostu w czasie powodzi. W 2002 formalnie zlikwidowana. Fizyczną rozbiórkę linii zrealizowano faktycznie w 2017 roku.